# Haes (Kölner Patrizier- und Adelsgeschlecht)

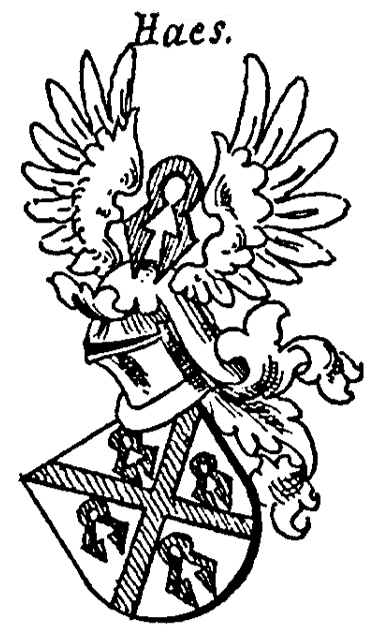
Stammwappen derer von Haes in Siebmachers Wappenbuch

Haes (auch: Haas, Haase) ist der Name eines erloschenen Kölner Patrizier- und Adelsgeschlechts.
Die Familie ist zu unterscheiden von dem gleichnamigen, aber wappenverschiedenen westfälisch-rheinländisches Adelsgeschlecht Haes.

## Geschichte
Die Stammreihe des Geschlechts beginnt mit Johann Haes, Gerichtsschreiber des hohen Gerichts zu Euskirchen, der mit einer von Sturm verheiratet war. Die Eheleute hatten einen Sohn namens Christoph Anton Haes, kaiserlicher Posthalter zu Köln, verheiratet mit Susanna Adelheid Tils. Diese hatten zwei Kinder: 1. Johann Georg Haes († 1722), kaiserlicher Posthalter zu Köln, Amts- und Fiskalgerichtsschreiber, verheiratet mit Anna Maria Gertrud Lindtgens, und 2. Franz Haes zu Linz. Johann Goerg Haes und Anna Maria Gertrud Lindtgens hatten neun Kinder:
1. Maria Haes († 1800), in erster Ehe mit Hubert Bensberg und in zweiter Ehe ab 1762 mit Melchior Ditmar von Wittgenstein, Kölner Bürgermeister, verheiratet
2. Friedrich Josef Haes, kurkölnisch Geheimer Rat, verheiratet mit Kunegunde von Castel. Die Eheleute hatten eine Tochter.
3. Maria Katharina Haes († als Kind)
4. Augusta Franziska Haes († als Kind)
5. Johann Georg Haes († als Kind)
6. Franz Anton Haes († als Kind)
7. Heinrich Haes († als Kind)
8. Johann Wilhelm Haes, Kanoniker zu Herrn Leichnam
9. Maria Theresia Haes, Nonne

Daneben gab es eine weitere Familienlinie, die mit einem Johann Haes beginnt. Dessen Enkel Ritter Ignaz Franz von Haes, kaiserlicher Reichshofrath und Kämmerer, verheiratet mit Maria Katharina Constantia von Althoven, wurde geadelt und 1687 in den Freiherrenstand erhoben. Er war Herr zu Obbendorf und Burggrub und starb kinderlos am 12. Dezember 1697.

## Wappen
Blasonierung des Stammwappens: Im Silber (bzw. Gold) ein rotes Andreaskreuz, von vier roten Scheren begleitet. Auf dem Helm mit rot-silbernen (oder rot-goldenen) Helmdecken ein offener silberner (oder goldener) Flug, dazwischen eine rote Schere.